# Song Jong-sun
Song Jong-sun (* 3. November 1981 in Pjöngjang) ist eine Fußballspielerin aus der Demokratischen Volksrepublik Korea (Nordkorea). Sie spielt in ihrer Heimat als Verteidigerin für den Klub Amrokgang S.G.
Bei den Fußball-Weltmeisterschaften der Frauen 2003, 2007 und 2011 war sie jeweils als Stammspielerin im Team vertreten. Insgesamt kam sie bisher auf 86 Einsätze im Nationaltrikot.
Auch beim Erreichen des 9. Platzes ihrer Mannschaft bei den Frauenfußball-Wettbewerben bei den Olympischen Spielen in Peking 2008 gehörte sie zum Aufgebot.
Während der Fußball-Weltmeisterschaft in Deutschland 2011 wurde sie positiv auf mehrere anabole Steroide getestet und nach einem Verzicht auf die Öffnung der B-Probe für 14 Monate vom internationalen Spielbetrieb gesperrt.